# Hemã
Hemã, ou Homã (em hebraico: הימן, "fiel", "cheio de fé"), é um nome encontrado dezesseis vezes na Bíblia.  
Hemã foi um dos 3 levitas atribuídos pelo rei Davi, para ministros de música. Ele era neto do profeta Samuel e se tornou vidente do rei Davi, possuindo 14 filhos.  O título do Salmo 88 é atribuído a Hemã. Este Salmo, parece ter sido escrito em um estado de desespero. De acordo com Martin Marty, professor de história da Igreja na Universidade de Chicago, o Salmo 88 é "uma paisagem invernal de desolação sem alívio. "
Este salmo finaliza dizendo:
Desviaste para longe de mim amigos e companheiros, e os meus conhecidos estão em trevas. (Salmos 88:18).
De fato, em hebraico, a última palavra do Salmo 88 é "escuridão".
Em Gênesis, aparece nas versões portuguesas da bíblia como Homã, que foi um dos filhos de Lotã.